# 山下明彦
山下 明彦（やました あきひこ、1966年2月6日 - ）は、日本のアニメーター、キャラクターデザイナー、アニメ演出家・監督。岡山県倉敷市出身。

## 経歴
10代の頃、富野由悠季作品に影響を受け、なかでも湖川友謙に憧れ絵描きを志すようになる。また、『トムとジェリー』の芝居に魅せられ、『ルパン三世 カリオストロの城』にも夢中になったという。
岡山県立倉敷南高等学校卒業後にアニメーターを目指して上京、ビーボォーに所属する。ビーボォーからスタジオぱっくに移籍後、ぱっくを株式会社として改組したアトリエ戯雅の設立に参加。戯雅の解散後は、プロジェクトチーム・ムー（後のフェニックス・エンタテインメント）に参加し、『ジャイアントロボ THE ANIMATION -地球が静止する日』の作画監督、キャラクターデザイン、絵コンテを担当。
約10年がかりの仕事となり、20代のすべてを費やした『ジャイアントロボ』でやりたいことを思う存分注ぎ込み、制作が終わった後はモチベーションを失っていたが、『幻想水滸外伝』のOPの仕事で平田智浩と松本憲生に出会い、アニメーションの面白さを思い出したという。
フェニックス・エンタテインメントが制作事業から撤退した後は、トライアングルスタッフに参加し、『NieA_7』の舞台設計を担当。同社の活動停止後、『ストレンジドーン』のキャラクターデザインを経て、スタジオジブリの『千と千尋の神隠し』に原画として参加し、クライマックスの千尋とハクの自由落下など重要な場面を担当する。本作で宮崎駿の高い評価を得て、『ハウルの動く城』では筆頭作画監督に抜擢された。
『ゲド戦記』では作画演出という形で監督の絵コンテの整理や、レイアウトチェックの確認を担当。『崖の上のポニョ』では、参加スタッフの中で最も多くの原画を手掛け、リサカーと水魚のカーチェイスのシーンなどを担当。制作途中からは作画監督の補佐を行った。三鷹の森ジブリ美術館上映の短編映画『ちゅうずもう』で初の監督を務める。『風立ちぬ』でも最多となるカット数の原画を担当している。
多くのジブリ作品で中核を担い、安藤雅司から「（2000年代以降の）スタジオジブリ作品を支えてきた代表的なアニメーター」と評されている。スタジオジブリの制作部門解体に伴いフリーランスとなった以降は、妻の下笠美穂と共に『怪盗ジョーカー』などに参加した。有限会社トラッシュスタジオのCM制作にも原画や絵コンテで参加。西日本の生協グリーンコープの30周年記念CMシリーズではキャラクターデザインを担当している。
2018年には、スタジオポノック制作の映画『ちいさな英雄-カニとタマゴと透明人間-』の一編である『透明人間』を監督。本作で第22回文化庁メディア芸術祭アニメーション部門新人賞を受賞。
2023年公開の『君たちはどう生きるか』では作画監督の本田雄を補佐する役割を担い、全修正が必要と判断された原画は主に山下が請け負った。作品のクレジットには筆頭原画として記載されている。
宮崎駿から「近頃珍しく健全なアニメーター」と評されている。リアル系の作画で知られるビーボォーの出身であるが、決してリアル寄りの画風ではなかったと、山下と同時期にアトリエ戯雅に所属していた本田雄は語っている。そのうえで「リアル系ではないのに、リアルな画も描けるし、線が流暢なんです」と語り、2歳しか違わない山下の力量に当時強いショックを受けたという。

## 参加作品

### テレビアニメ
1984年
- 名探偵ホームズ（動画）

1985年
- 蒼き流星SPTレイズナー（原画）
- プロゴルファー猿（原画）

1986年
- うる星やつら（原画）
- 機動戦士ガンダムΖΖ（作画監督）

1987年
- アニメ三銃士（作画監督・原画）

1988年
- ビリ犬（原画）

1989年
- ピーターパンの冒険（原画）

1990年
- ふしぎの海のナディア（原画）

1992年
- ヤダモン（作画監督・原画）

1997年
- 少女革命ウテナ（原画）
- キューティーハニーF（原画）

1998年
- serial experiments lain（OP原画）
- プリンセスナイン 如月女子高野球部（キャラクター原案・作画監督・原画・OP&EDアニメーション）
- 聖ルミナス女学院（原画）

1999年
- 宇宙海賊ミトの大冒険（原画）
- 魔法使いTai!（作画監督・原画）
- THE ビッグオー（絵コンテ・作監協力・原画）

2000年
- NieA_7（舞台設計・絵コンテ）
- ストレンジドーン（キャラクターデザイン・絵コンテ・OP作画監督）

2001年
- FF：U ～ファイナルファンタジー:アンリミテッド～（原画）

2002年
- OVERMANキングゲイナー（原画・OP原画・ED原画）

2005年
- タイドライン・ブルー（キャラクター原案）

2006年
- ゼーガペイン（キャラクターデザイン）

2014年
- 神撃のバハムート GENESIS（絵コンテ・演出・原画）

2015年
- 怪盗ジョーカー シーズン2（絵コンテ・演出・原画）

2016年
- クラシカロイド（コンセプトデザイン・絵コンテ・演出・OP原画）

2025年
- LAZARUS ラザロ（絵コンテ）

### 劇場アニメ
1985年
- オーディーン 光子帆船スターライト（動画チェック）

1991年
- ドラゴンクエスト ダイの大冒険（原画）

1992年
- ドラゴンクエスト ダイの大冒険 起ちあがれ!!アバンの使徒（原画）

1995年
- スペシャルプレゼント 亜美ちゃんの初恋 美少女戦士セーラームーンSuperS 外伝（原画）

1996年
- ドラゴンクエスト列伝 ロトの紋章（原画）

1998年
- 銀河鉄道999 エターナル・ファンタジー（原画）

2000年
- エスカフローネ（原画）

2001年
- 千と千尋の神隠し（原画）

2002年
- 猫の恩返し（作画監督補）

2004年
- ハウルの動く城（作画監督）

2006年
- ゲド戦記（作画演出）

2008年
- 崖の上のポニョ（作画監督補）

2009年
- ヱヴァンゲリヲン新劇場版:破（原画）

2010年
- 借りぐらしのアリエッティ（作画監督）

2011年
- コクリコ坂から（作画監督）

2013年
- 風立ちぬ（原画）

2014年
- 思い出のマーニー（作画監督補佐）

2016年
- コードギアス 亡国のアキト 最終章 愛シキモノタチへ（絵コンテ・演出・原画）
- ゼーガペイン ADP（キャラクターデザイン）

2017年
- メアリと魔女の花（作画監督補）

2023年
- 君たちはどう生きるか（原画）

### 短編映画
2002年
- 空想の機械達の中の破壊の発明（原画）

2006年
- 水グモもんもん（原画）

2010年
- ちゅうずもう（絵コンテ・監督）

2018年
- 毛虫のボロ（原画）
- ちいさな英雄-カニとタマゴと透明人間-「透明人間」（作画監督・脚本・監督）

2021年
- Tomorrow's Leaves（原画）

### OVA
1985年
- GREED（原画）

1986年
- COOL COOL BYE（設定協力・アニメーター）

1987年
- 超神伝説うろつき童子（キャラクターデザイン）
- レリックアーマーLEGACIAM（キャラクターデザイン・作画監督）

1989年
- エンゼルコップ（ストーリーボード）

1991年
- 英雄凱伝モザイカ（原画）

1992年
- ジャイアントロボ THE ANIMATION -地球が静止する日（キャラクターデザイン・絵コンテ・作画監督・総作画監督・原画、1992年 - 1998年）

1994年
- ジャイアントロボ THE ANIMATION 素足のGinRei（キャラクターデザイン、原画）
- 天使なんかじゃない（原画）

1995年
- 鉄腕GinRei（キャラクターデザイン）
- 青い瞳の銀鈴（キャラクターデザイン、原画）
- 新海底軍艦（原画）

1996年
- 小鉄の大冒険（原画）

1997年
- 機動戦士ガンダム 第08MS小隊（作画協力・原画）

1998年
- 真ゲッターロボ 世界最後の日（原画）

1999年
- 青の6号（原画）

2005年
- 鴉 -KARAS-（絵コンテ）

### Webアニメ
- 日本アニメ（ーター）見本市「ザ・ウルトラマン」「旅のロボから」（原画、2015年）
- 虫籠のカガステル（キャラクターデザイン、2020年）

### ゲーム
- ワンダープロジェクトJ2 コルロの森のジョゼット（キャラクターデザイン、1996年）
- 幻想水滸外伝Vol.1（OP作画監督、2000年）
- 幻想水滸外伝Vol.2（OP作画監督、2001年）
- 幻想水滸伝III（OP作画監督、2002年）
- アームド・パンツァー紫炎（キャラクターデザイン、2009年）

### CM
2014年
- 薩摩酒造CM さつま白波 「オヤジの、芋神様」編（原画）

2015年
- 大同生命CM 「広岡浅子”きっかけ編”」編（原画）

2017年
- フランソア CM スローブレッド「新しい物語」編（絵コンテ）
- 花王 WEBCM 消臭ストロングシリーズ 「親子は続くよ」編（絵コンテ）
- グリーンコープ CM non₋GMO牛乳（元気くんキャラクターアレンジ、絵コンテ）

2018年
- グリーンコープ 30周年記念CM 「雨上がり」編（キャラクターデザイン、絵コンテ）
- グリーンコープ 30周年記念CM 「風に乗る」編（キャラクターデザイン、絵コンテ）
- グリーンコープ 30周年記念CM 「彼女が気がついたこと」編（キャラクターデザイン、絵コンテ）